# Вугор рисовий
Вугор рисовий (Monopterus albus) — вид костистих риб родини псевдовугрових (Synbranchidae) ряду цілозябровикоподібних (Synbranchiformes).

## Поширення
Прісноводна риба, яка досить поширена в Індії, по всій Південно-Східній Азії, у Китаї, Японії та Індонезії. Населяє мулисте дно на спокійних ділянках річок, каналів, ставків, затоплених рисових полів і лиманів. Він спостерігався як інвазивний вид у США з кінця 20 століття.

## Опис
Довжина тіла від 40 до 100 см. Тіло темне, видовжене. Воно не має луски, натомість шкіра вкрита великим шаром слизу. Голова дуже округла. Плавці скорочені, майже непомітні; грудні і черевні плавці повністю зредуковані, тоді як каудальний та анальний плавці ледь помітні. Зябра V-подібні, розташовані на підборідді, а не з боків голови, як у інших костистих риб.

## Спосіб життя
Харчується великими безхребетними, рибою та земноводними. Нерест відбувається на мілководді двічі на рік: в березні та вересні. Самець будує пінне гніздо на мілководді та заманює самиць, після чого нереститься. Самиця відкладає понад 500 ікринок. У яєчниках самиці розвиваються яйцеклітини, які іноді знаходяться на різних стадіях розвитку. Личинки можуть змінювати стать; самиці з часом можуть перетворитися на самців.